# Placca di Lwandle

Nella figura, una semplificazione della forma della placca di Lwandle e delle placche vicine.

La placca di Lwandle è una delle tre di microplacche tettoniche, le altre sono la placca di Rovuma e la placca di Victoria, che, assieme alla placca somala e alla placca nubiana, costituiscono la placca africana. Essendo stata scoperta solo di recente, la sua cinematica non è stata ancora del tutto definita e compresa sebbene molte ricerche siano in atto per portare ad una completa conoscenza di essa. La placca di Lwandle Plate si estende ad una longitudine che va dai 30°E ai 50°E e confina con la placca nubiana, a ovest, con la placca somala, a est, e con la placca antartica, a sud.
Si ritiene che la maggior parte dei margini della placca risiedano nell'oceano, a sud-est della costa africana, e che parte del Madagascar sia situato all'interno della placca. In particolare si ritiene che il margine orientale della placca tagli verticalmente l'isola facendo sì che la metà occidentale di essa rientri, appunto, all'interno della placca.

## Scoperta della placca di Lwandle

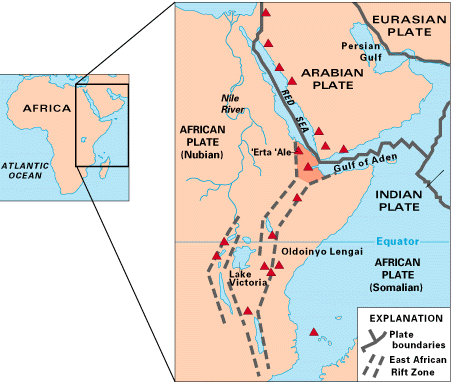
Il rift dell'Africa orientale, dove tre placche stanno allontanadosi l'una dall'altra: la placca araba e le due parti della placca africana, le placche nubiana e somala. Il triangolo di Afar, al centro, è una tripla giunzione che separa le tre placche.

Per molti anni è stato unanimemente accettata l'ipotesi secondo cui il sistema di rift presente nell'Africa orientale, il cui inizio dovrebbe risalire a 22-25 milioni di anni fa, di fatto dividesse la placca africana in due placche più piccole: la placca nubiana e la placca somala. Tuttavia, grazie alla tecnologia GPS e all'integrazione di essa con dati relativi ai terremoti, di recente è stato scoperto che lo stesso sistema di rift aveva portato alla creazione di altre tre microplacche: la placca di Lwandle, la pacca di Rovuma e la placca di Victoria.
Poiché molto spesso i terremoti avvengono lungo i margini delle placche tettoniche, il tracciamento dei loro epicentri è stato utilizzato per poter individuare la posizione di margini altrimenti non facilmente rilevabili. L'esistenza della placca di Lwandle è stata postulata proprio in seguito a studi effettuati su dati sismici relativi a terremoti avvenuti in aree che si pensavano essere interne alla placca nubiana o alla placca somala, includendo l'esistenza di una nuova placca nei loro calcoli, infatti, i ricercatori sono stati in grado di comprendere e risolvere molti quesiti relativi all'intersezione tra il sistema di rift dell'Africa orientale e la dorsale indiana sudoccidentale.
Nella scoperta delle nuove microplacche ha giocato un ruolo importante anche la tecnologia GPS. Quest'ultima è stata utilizzata per verificare l'effettiva differenza tra i moti delle placche nubiana e somala; usando tale tecnologia, infatti, i ricercatori sono in grado di misurare la velocità delle placche basandosi su dati relativi ad aree al loro interno.
L'esistenza della placca di Lwandle è stata all'inizio ottenuta utilizzando la chiusura del circuito delle placche di Lwande-Antartica-Nubiana e imponendo come condizioni i tassi di accrescimento e dagli azimuth trasformi misurati lungo la dorsale indiana sudoccidentale. La chiusura matematica del circuito delle placche si ottiene infatti proprio includendo l'esistenza della placca di Lwandle; utilizzando tale modello di chiusura di un circuito, ossia il modello MORVEL (Mid-Ocean Ridge VELocity), le velocità di una placca possono essere calcolate a partire dalle velocità di altre placche.
Nel 2008, attraverso l'integrazione di dati sismologici e GPS e imponendo determinati valori di tassi di accrescimento e azimuth trasformi come vincoli, è stato possibile "quantificare" l'intero sistema di rift dell'Africa orientale.
Poiché ad oggi sono ancora molto pochi gli studi aventi come oggetto esclusivamente la placca di Lwandle (i maggiori studi che l'hanno menzionata erano infatti primariamente rivolti al tentativo di quantificare le meccaniche del sistema di rift dell'Africa orientale), sia la formazione che l'evoluzione di questa microplacca, così come quella delle altre due microplacche ad essa vicine, non sono ancora state del tutto comprese.

## Tipo di margini
Come detto, non c'è ancora una piena comprensione della cinematica della placca di Lwandle, e ciò riguarda anche la natura dei suoi margini. I margini conosciuti sono:
- Margine meridionale – La dorsale indiana sudoccidentale, una dorsale oceanica con una velocità media di accrescimento ultrabassa, attorno ai 12–18 mm/anno, costituisce il margine meridionale[1][16] che separa la placca di Lwandle dalla placca antartica.[17]
- Margine orientale – Il margine a est potrebbe essere un margine esteso (o diffuso). Diverse ricerche sono attualmente in atto per cercare di localizzare con precisione l'ubicazione di questo margine. I vincoli principali utilizzati per identificare la presenza di un margine di placca sono i vettori di scorrimento sismico dei terremoti e attualmente si pensa che il margine orientale della placca di Lwandle passi attraverso il Madagascar, in direzione nord-sud, cosa che lo renderebbe l'unico margine della placca a non essere del tutto oceanico. Si ritiene che la velocità di allargamento di questo margine, che separerebbe la placca di Lwandele dalla placca somala[3], sia bassissima, intorno ai 1,3–1,4 mm/anno.[3]
- Margine occidentale – Il margine occidentale è per ora quello identificato con maggior approssimazione, lungo di esso c'è infatti un'attività sismica davvero minima.[10] A dispetto di ciò, il fatto che un certo movimento esista è fortemente suggerito da incongruenze nelle anomalie magnetiche del fondale marino.[3][18] Alcuni modelli suggeriscono che si tratti di una faglia trasforme con movimento laterale destro, con la presenza di componenti estensive e un bassissimo tasso di crescita di 1,0 mm/anno,[5] altri, invece, suggeriscono che il movimento in questo margine, che separerebbe la placca di Lwandle dalla placca nubiana, sia cessato circa 11 milioni di anni fa.[3][19]
- Margine settentrionale – Il margine a nord dovrebbe separare la placca di Lwandle dalla microplacca di Rovuma.[5]

## Movimenti attuali
Per determinare le velocità della placca di Lwandle e delle microplacche vicine si utilizzano dati GPS incrociati con dati sismologici. Attualmente la velocità della placca di Lwandle rispetto alla placca nubiana e alla placca somala è molto bassa (1–2 mm/anno) e anche per questo si ritiene, e ciò è supportato anche da dati storici, che la zona non avrà nel prossimo futuro un'attività sismica importante. Sebbene la velocità del movimento della placca di Lwandle rispetto alla placca antartica sia maggiore rispetto a quello verso la placca nubiana e la placca somala, la dorsale che regola tale velocità, ossia la dorsale indiana sudoccidentale, è una delle dorsali con la più bassa velocità di accrescimento del pianeta e sembra quindi che la placca rimarrà nella sua posizione attuale ancora per diverso tempo.

Le frecce rosse mostrano la velocità relativa della placca in corrispondenza di ogni margine.